# ゼリーナ・クリーヒバウム
ゼリーナ・クリーヒバウム（Selina Kriechbaum、1995年10月6日 - ）は、ドイツのモデル。

## 経歴
1995年10月6日、ヘッセン州フランクフルト・アム・マインに生まれる。1998年生まれの妹と1999年生まれの弟がいる。幼少期をヘッセン州ヴェッテラウ郡カルベンで過ごし、1999年、ヘッセン州マイン＝キンツィヒ郡ニッデラウに移る。
2013年、マイン=キンツィヒ郡ハーナウのHohe Landesschuleでアビトゥーア受験のカリキュラムを終え、2016年、ある民間顧客銀行（Privatkundenbank）で銀行員の訓練を終えた。

### モデルとして
高校（Gymnasium）在学中の2012年、ラインラント＝プファルツ州マインツのモデル代理店と契約。ロレアル、Kao Germanyなどのモデルを務める。また、German Hairdressing Award 2013の一環としてSchwarzkopfのモデルを務める。
2014年、現事務所のAmaze Modelsに移る。
2015年、リアリティー番組Germany’s Next Topmodelに出演。ハイディ・クルムの裁量でワイルドカード扱いでTop50に進出。
2015年9月、Miss Siegen 2015審査員。
現在、写真モデルとして活動。一例としてGabriele Oestreichの撮影した作品がLumasで販売される。ファッションモデルとしてはDüsseldorfer Fashion Weekやパリ・コレクションに出演実績がある。このほか、さまざまな製品のブランドアンバサダーであり、ロンドンのOxygen Modelsとも契約している。英語とスペイン語を話す。

### ミスコンのキャリア
| 年   | 月 | 日 | 大会                                                                                   | 結果                          | 備考          |
| ---- | -- | -- | -------------------------------------------------------------------------------------- | ----------------------------- | ------------- |
| 2015 |    |    | Miss Hessen 2015                                                                       | 優勝                          | [ 9 ]         |
| 2015 |    |    | Top Model Baltic Sea 2015                                                              | 優勝、世界大会進出            | [ 2 ]         |
| 2015 | 9  | 4  | Top Model of the World 2015                                                            | Top17、特別賞Queen of Europe  | [ 10 ] [ 11 ] |
| 2015 |    |    | Top Model Germany 2015                                                                 | 準優勝                        | [ 12 ]        |
| 2015 | 10 |    | Miss Deutschland 2015                                                                  | 総合第5位(ランナーアップ扱い) | [ 13 ]        |
| 2016 | 1  | 9  | Reinado Internacional del Café 2016(インターナショナル・クイーン・オブ・コーヒー2016） | 国代表として出場              | [ 14 ]        |
| 2016 | 6  | 4  | Miss World Germany 2016                                                                | 優勝                          | [ 15 ]        |
| 2016 | 12 | 18 | Miss World 2016                                                                        | 国代表として出場              |               |
| 2017 | 11 | 17 | Miss Global 2017                                                                       | 第3位入賞                     | [ 16 ]        |